# Pravda med bratoma
Pravda med bratoma je povest Josipa Jurčiča. Besedilo ima podnaslov Povest iz zdanjega kmetskega življenja. Delo je prvič izšlo v časopisu Zvon v letu 1879.

## Vsebina
Na dolenjskem blizu Stične je stala domačija Beranovih. Tu je gospodaril Gašper Beran, sposoben možak, poročen s pridno gospodinjo. Pri hiši je živel tudi Gašperjev mlajši brat Tone Beran. Ta naj bi bil do štiriindvajsetega leta doma, nato bo dobil doto, posestvo v bližnji vasi, tudi ženil se bo. V hiši so se dobro razumeli, Toneta so imeli vsi radi, tudi sam je pridno delal.
Nekega dne je Tone iz mlina domov vozil vreče različne moke. Vreče mu lezejo z voza, popravlja jih. Na poti sreča mlado deklico Urško, v katero je zaljubljen. Komaj jo prepriča, da se gre peljat z njim. Ko prispe domov, pa njegova svakinja ugotovi, da je spotoma izgubil vrečo moke. Tone jo gre iskat, medtem doma izvedo, da je vrečo izgubil medtem, ko se je z Uršo vozil.
Pri kosilu začne Gašper karati svojega brata zaradi izgubljene vreče, kmalu se sporečeta. Prepir vodi v pretep, v katerem Gašper napol po nesreči brata vrže ob tla. Tone se krvav pobere, a prijazne besede svakinje ga ne potolažijo. Jezen se odpravi v krčmo. Tam se je potožil krčmarju. Temu se je Gašper v preteklosti zameril, zato je Toneta zlobno spodbujal, naj gre brata tožit. Res gre mladenič k zdravniku po spričevalo, da je telesno poškodovan. Nato se je napotil k sodniku v Stično. Tam fantovo nepoznavanje sodniških razmer izkoristi birič, ki ga ne pelje k sodniku, temveč ga prepriča, da mu plača polič vina. Naslednji dan krčmar Tonetu pojasni, kako mora napraviti pismeno prijavo, ostale zadeve za tožbo je pripravil vaški pisač. 
Kmalu napoči dan, ko sta se morala brata srečati pri sodniku. To je bil tedaj pošten in pravičen Josip Kersnik. Tone je moral razložiti vzrok tožbe in besede mu gredo le stežka iz ust. Gašper pa se opravičuje, pove, da se trudi za brata dobro skrbeti in da ga ni želel tako udariti. Kazen naj mu dajo, a samo zapora ne. Tedaj se Tone tako prestraši, da zahteva, da gre sam v zapor, samo Toneta naj ne dajo tja. Sodnik Gašperju sicer naloži nekaj denarne kazni, Toneta pa okara, da ni lepo brata tožiti in naj si te dogodke le zapomni. Brata sta se kmalu pobotala, Tone se je poročil z Urško, a svoje prve in zadnje pravde ni nikdar pozabil.